# Бабаев, Салых
Салых Бабаев (1921, Полторацкий уезд — 15 марта 1990) — советский хозяйственный, государственный и политический деятель.

## Биография
Родился в 1921 году в ауле Даргана (ныне — Какинский этрап). Член КПСС с 1943 года.
С 1938 года — на хозяйственной, общественной и политической работе. В 1938—1985 гг. — учитель, участник Великой Отечественной войны, инстуктор ЦК ЛКСМ Туркменистана, секретарь Ашхабадского обкома комсомола, секретарь, первый секретарь райкома КП Туркмении, секретарь производственного колхозно-совхозного управления, первый секретарь Тахта-Базарского райкома КП Туркменистана, министр заготовок Туркменской ССР.
Избирался депутатом Верховного Совета СССР 7-го созыва, Верховного Совета Туркменской ССР 5-го, 8-го, 9-го, 10-го созывов.
Умер 15 марта 1990 года.